# Quad4s
quad4s（クワッドフォース）は、カイワレハンマーとAmaryllis Bombから成る日本のヒップホップユニット。略称はq4（キューフォー）。GENESIS ONE所属。レーベルはNEO KINDER RECORDS。

## 来歴
2016年、GENESIS ONEに所属するYouTuberによるヒップホップユニットの「カイワレハンマー」と「Amaryllis Bomb」の合同ユニットとして結成。4月7日にZepp Nambaで開催されたイベント『G.O.K』にて初のお披露目となった。6月10日にはソロコンサートを開催。
2016年11月26日、1stシングル『04』を発売。12月17日発売のNKRのアルバム『SCRAMBLE』に楽曲「BONUS TRACK」で参加。
2017年2月11日、1stアルバム『緑紫黒黒（仮）』を発売。
2018年8月5日発売のNKRのアルバム『SCRAMBLE VOL.2』に楽曲「HERO」で参加。
2018年11月、カイワレハンマーがGENESIS ONEからUUUMに移籍し、Amaryllis BombがGENESIS ONEを退所。2019年5月1日には、カイワレハンマーがエイベックスからのメジャーデビューを発表。
2019年6月19日、BEMAの不祥事によって、カイワレハンマーが活動を休止。2020年12月31日、Amaryllis Bombが活動を休止。2021年3月2日、二度目の不祥事によってBEMAがYouTuberを引退したため、カイワレハンマー、およびquad4sは事実上解散となった。

## メンバー
- カイワレハンマー
  - imiga（イミガ）
  - BEMA（ベマ）
- Amaryllis Bomb
  - SAGUWA（サグワ）
  - YUKON（ゆうこん）

## 作品

### アルバム
| No. | 発売日        | タイトル       | 収録曲 | 規格品番 |
| --- | ------------- | -------------- | --- | -------- |
| 1st | 2017年2月11日 | 緑紫黒黒（仮） | 1. しょぱなから疲労感 2. 注文の多い料理店 3. 携帯の歌 4. planet 5. これに勝るモノはない 6. スマッシュ!!! 7. さようなラップ | QUA00002 |

### シングル
| No. | 発売日         | タイトル | 収録曲                                            | 規格品番 |
| --- | -------------- | -------- | ------------------------------------------------- | -------- |
| 1st | 2016年11月26日 | 04       | 1. 第一次卓上大戦争 2. 04 3. サンセットサンライズ | QUA00001 |

### 参加楽曲
| 発売日         | タイトル    | 収録アルバム   | 規格品番 |
| -------------- | ----------- | -------------- | -------- |
| 2016年12月17日 | BONUS TRACK | SCRAMBLE       | OMN00001 |
| 2018年8月5日   | HERO        | SCRAMBLE VOL.2 | NKR00016 |

### 未音盤化
- 各自言いたいこと言ってみましたので おヒマな方は聴いてみてください2015
- アバみ-quad4s REMIX!!!!-
- favorite quad4s remix
- SQUAD[8]

## 公演

### 単独ライブ
- ～楽しいよ4本マイクとおりゃんせ～（2016年6月18日 - 7月1日）
- quad4s LIVE 2016（2016年11月17日）[9]
- quad4s LIVE 2017（2017年1月28日-2月5日）

### 参加ライブ
- カイワレハンマー TOUR 2017-2018 〜配達ガワリノ挨拶マワリ〜（2018年2月18日）[注 3][10]
- カイワレハンマー ツアー 2018 〜第1章完結〜（2018年11月18日）[注 4][11]